# Hesperapis arida
Hesperapis arida är en biart som beskrevs av Michener 1936. Hesperapis arida ingår i släktet Hesperapis och familjen sommarbin. Inga underarter finns listade i Catalogue of Life.